# تظاهرات ۱۳۷۹ خرم‌آباد
تظاهرات شهریور ۱۳۷۹ خرم‌آباد اشاره به رویدادهای پیرامون هفتمین اجلاس دفتر تحکیم وحدت در خرم‌آباد دارد. در مرداد ماه سال ۱۳۷۹ مسئولان دفتر تحکیم وحدت از استانداری لرستان درخواست مجوز جهت برگزاری هفتمین جلسه این سازمان دانشجویی را کردند. پس از موافقت مسئولان وقت استانداری لرستان این جلسه در تاریخ چهارشنبه دوم شهریور ۱۳۷۹ و با پیام محمد خاتمی رئیس‌جمهور پیشین ایران در خرم‌آباد آغاز شد.

## تنش
پس از آغاز اجلاس عده‌ای لباس شخصی با تظاهرات و ایجاد تنش سعی در برهم زدن اجلاس را داشتند. این تنش‌ها تا روز سوم برگزاری اجلاس ادامه داشت و در این بین از سخنرانی برخی سخنرانان مدعو ممانعت بعمل آمد. با ادامه تنش از سوی افراد لباس شخصی حزب مشارکت خرم‌آباد در تاریخ پنجم شهریور ۱۳۷۹ با صدور بیانیه‌ای از هواداران خود درخواست کرد تا در حمایت از دفتر تحکیم وحدت تجمع کنند. این تجمع در نهایت باعث درگیری میان لباس شخصی‌ها و نیروهای امنیتی و هواداران دفتر تحکیم وحدت شد.

### محاصره فرودگاه‌ها
پس از تظاهرات مردم در سطح شهر خرم‌آباد و حمایت از برگزاری جلسه دفتر تحکیم وحدت گروه‌های فشار مخصوصا پایگاه بسیج بخش زاغه و روستای طالقان
ضمن محاصره فرودگاه خرم‌آباد از حضور عبدالکریم سروش و محسن کدیور در اردوی دفتر تحکیم وحدت جلوگیری و به ضرب و شتم آنان پرداختند. مصطفی تاج‌زاده معاون سیاسی وقت وزارت کشور محاصره کنندگان فرودگاه خرم‌آباد را فاشیست خواند و به اتهام توهین و تحریک در دادگاه محاکمه شد. در جریان درگیری‌های بعدی در شهر، یک دانشجو کشته شد و دفتر تحکیم دیگر اجازه برگزاری نشست سالانه از وزارت علوم نیافت. با اوج گرفتن تنش میان مجلس اصلاح طلب ششم و علی خامنه‌ای اعضای این گروه با محاصره فرودگاه مشهد و فرودگاه طبس مانع از حضور و سخنرانی دو نماینده مجلس شدند. حفاظت فرودگاه‌ها بر عهده سپاه پاسداران و نیروی انتظامی است.